# Береке (Талгарский район)
Береке (каз. Береке, до 199? г. — Казстрой) — село в Талгарском районе Алматинской области Казахстана. Входит в состав Алатауского сельского округа. Код КАТО — 196233680.

## Население
В 1999 году население села составляло 473 человека (229 мужчин и 244 женщины). По данным переписи 2009 года, в селе проживало 419 человек (203 мужчины и 216 женщин).